# Miquel de Bennàsser
Miquel de Bennàsser, de naixement Ibn Sayri, fou un frare dominic mallorquí convers durant la Conquesta de Mallorca i fundador del convent de Sant Domingo de Palma. La tradició el fa fill de Ben Abet, però aquest fet no ha pogut ésser provat.
Mentre que els seus orígens són de veracitat insegura, se saben força coses de la seva vida com a religiós. Quan es convertí prengué el nom de Pere, però quan va entrar dins l'orde rebé el nom de Miquel, pres de Miquel de Fabra. Fou el fundador de l'orde a Mallorca, de manera que participà en la fundació del primer convent dels dominics a Mallorca. Participà en la creació de la primera escola de llengua àrab de Palma, l'Studium Arabicum, on va ensenyar i en fou director. Dedicà la vida a la conversió i predicació de musulmans a Mallorca. La tradició li atribueix diversos miracles.
Fou enterrat al mateix convent, on va romandre fins al període de les Desamortitzacions. Després de la desamortització, el convent fou enderrocat el 1837, i les restes de Miquel de Bennàsser foren traslladades a la Seu, i finalment al convent de Sant Vicenç de Manacor.